# Louis Geoffroy
Pour les articles homonymes, voir Geoffroy.
Louis-Napoléon Geoffroy-Château, connu sous le nom de plume Louis Geoffroy, né à Étampes le 11 mai 1803 et mort le 11 juillet 1858 à Paris (1er arrondissement ancien) est un écrivain français, principalement connu pour son roman uchronique, Napoléon apocryphe (ou Napoléon et la conquête du monde, d'après le titre de la première édition).

## Biographie
Louis Geoffroy naît en 1803 sous le règne de Napoléon. Son père, Marc-Antoine Geoffroy, est un officier du génie qui meurt à Augsbourg en 1806. Son oncle est le zoologiste Etienne Geoffroy-Saint-Hilaire, lui même père de  Geoffroy-Saint-Hilaire. 
Louis Geoffroy devient juge au tribunal de la Seine.
Louis Geoffroy écrit en 1836 Napoléon et la conquête du monde, qui retrace l'épopée uchronique de Napoléon depuis la retraite de Russie en 1812 à sa mort paisible en 1832, au faîte de sa grandeur. C'est l'un des premiers ouvrages uchroniques jamais écrits.

## Citations
Dans son introduction à Napoléon et la conquête du monde, Louis Geoffroy résume son projet : « J'ai écrit l'histoire de Napoléon depuis 1812 jusqu'en 1832, depuis Moscou en flammes jusqu'à sa monarchie universelle et sa mort, vingt années d'une grandeur incessamment grandissante et qui l'éleva au faîte d'une toute-puissance au-dessus de laquelle il n'y a plus que Dieu ».

## Œuvres
- Napoléon et la conquête du monde, éd. H.-L. Delloye, Paris, 1836; relié, 500 p.
- Réédité sous le titre : Napoléon apocryphe: 1812-1832: Histoire de la conquête du monde et de la monarchie universelle, La Librairie Illustrée, Paris, 1896; broché, 370 p.; “Nouvelle édition, précédée d'une Préface de Jules Richard”.
- La farce de maître Pathelin, précédée d'un recueil de monuments de l'ancienne langue française, depuis son origine jusqu'à l'an 1500, 1853[6]